# Canarium oleiferum
Canarium oleiferum là một loài thực vật có hoa trong họ Burseraceae. Loài này được Baill. mô tả khoa học đầu tiên năm 1872.